# Distretto di Ghizer
Ghizer (in urdu: ضلع غذر) è un distretto nello estremo occidentale nella regione del Gilgit-Baltistan, in Pakistan, che ha come capoluogo Yasin.

## Suddivisioni
Il distretto è suddiviso in 5 tehsil.